# Las hermanas enfadadas
Las hermanas enfadadas (Les soeurs fâchées) es una película francesa de 2005 dirigida por Alexandra Leclére en 2004, y protagonizada por Catherine Frot, Isabelle Huppert, François Berléand, Christiane Millet y Brigitte Catillon.
La directora y guionista Alexandra Leclère debuta con esta películapara la que ha contado con dos grandes actrices de la escena francesa, Huppert (La Ceremonia, La pianista) y Catherine Frot (Caos, La cena de los idiotas) y con François Berléand (Los chicos del coro).

## Sinopsis
Martine (Isabelle Huppert) es una burguesa de clase media alta que vive en París en un bonito apartamento, sabe vestirse bien, tiene una vida social muy activa y un marido al que detesta cariñosamente. Aun así nota en su interior que algo le falta y le gustaría encontrar un empleo para valerse por sí misma. Su hermana pequeña Louise (Catherine Frot), esteticista en el campo, vive en una casa tranquila de provincias en Le Mans y el glamur no es parte de su vida. Es una mujer directa y espontánea que se siente feliz de su existencia monótona y sencilla junto a su marido del que está enamorada. Pero Louise ha escrito una novela y tiene que ir a la capital para reunirse con un editor así que aprovecha para quedarse en casa de Martine a la que no ha visto en tres años. El mundo de las dos hermanas va a chocar frontalmente durante tres días: risas, lágrimas, recriminaciones y celos, harán que los papeles de las dos se intercambien.